# 自由广场 (布尔诺)

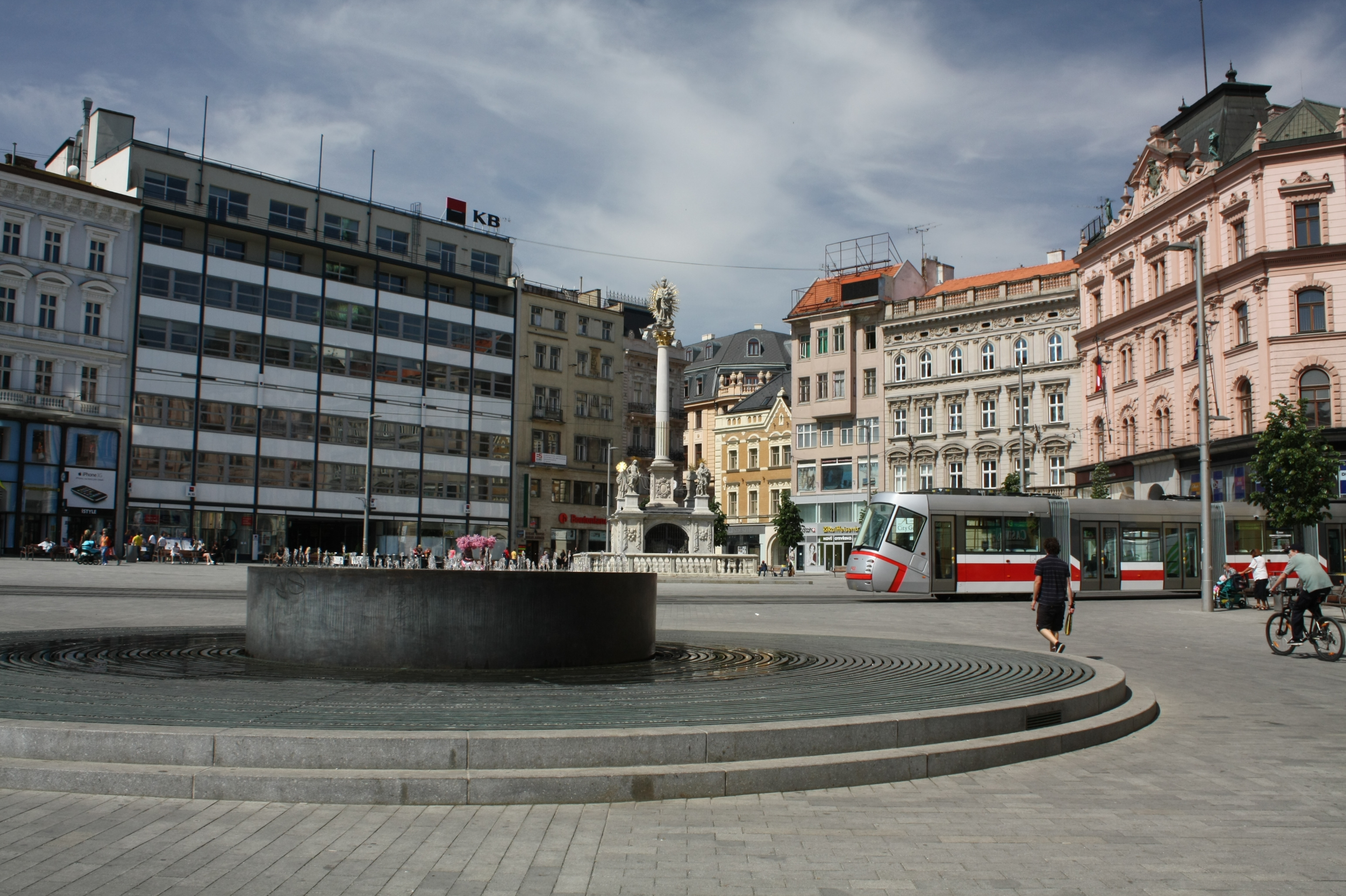
自由广场从南拍照

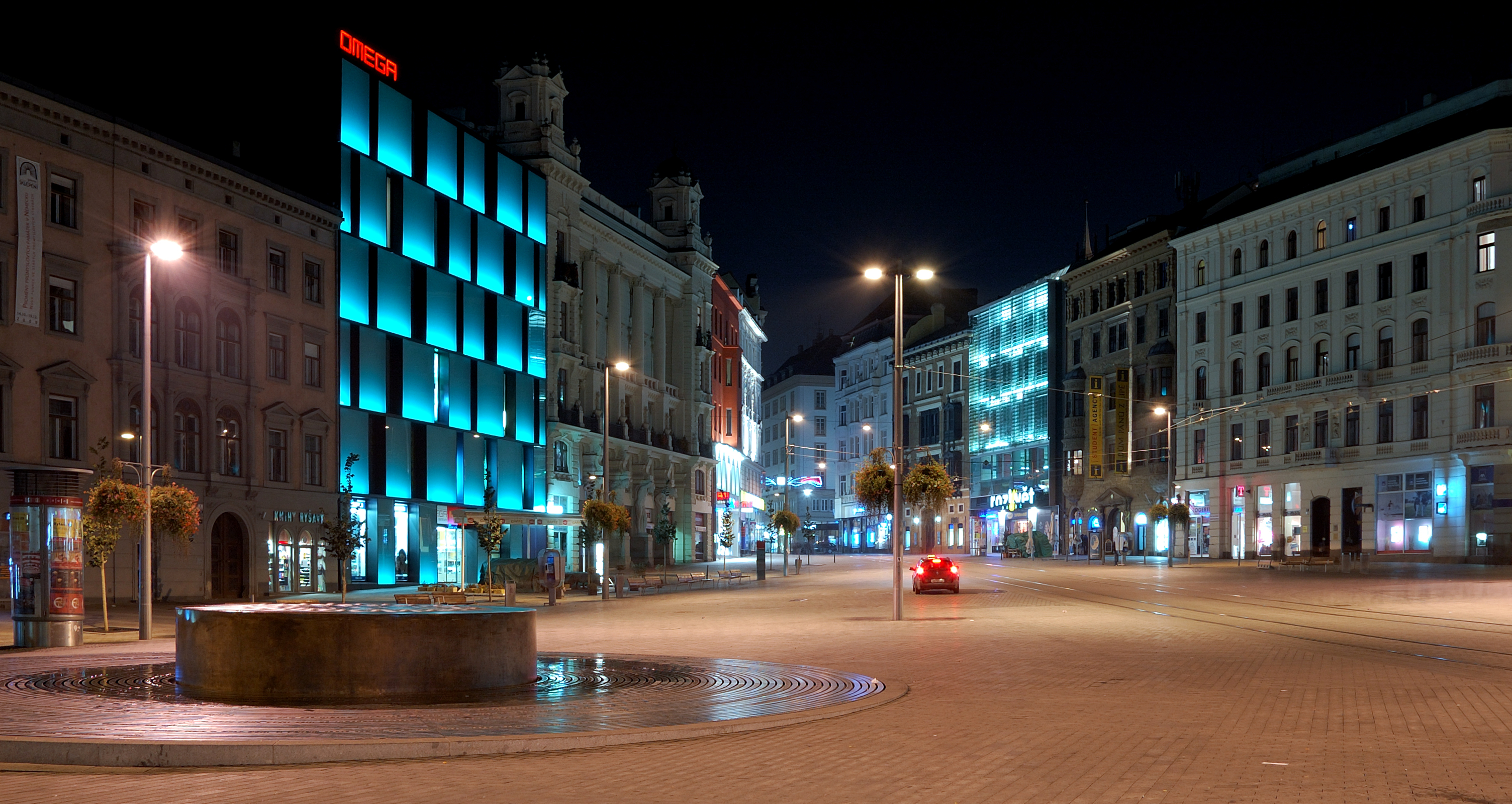
自由广场之夜

自由广场（Náměstí Svobody）旧名下市场（Dolní trh）、大广场（Grosser Platz，Velké náměstí），是布尔诺最重要的广场。坐落在布尔诺旧城的中心，大致呈三角形。

## 历史
自由广场被认为是城市假想的中心。它首次提到是在13世纪，称为Forum Inferius，捷克语译为Dolní rynek。在中世纪，富裕的市民和贵族在此建立住宅，增加了广场的重要性。在1679年建起的鼠疫柱，很快成为广场一带的主宰。在1869年圣尼古拉教堂被摧毁，1945年轰炸后最后的遗迹消失。在19世纪末20世纪初，广场进行大规模重建，许多房屋被拆毁，重建为文艺复兴风格。在1901年，摩拉维亚广场 - 火车总站的电车轨道穿过广场，数年后又添加孟德尔广场 - 自由广场和自由广场 - Selská线路。
2006年重建了广场，将其改为步行区。

## 照片

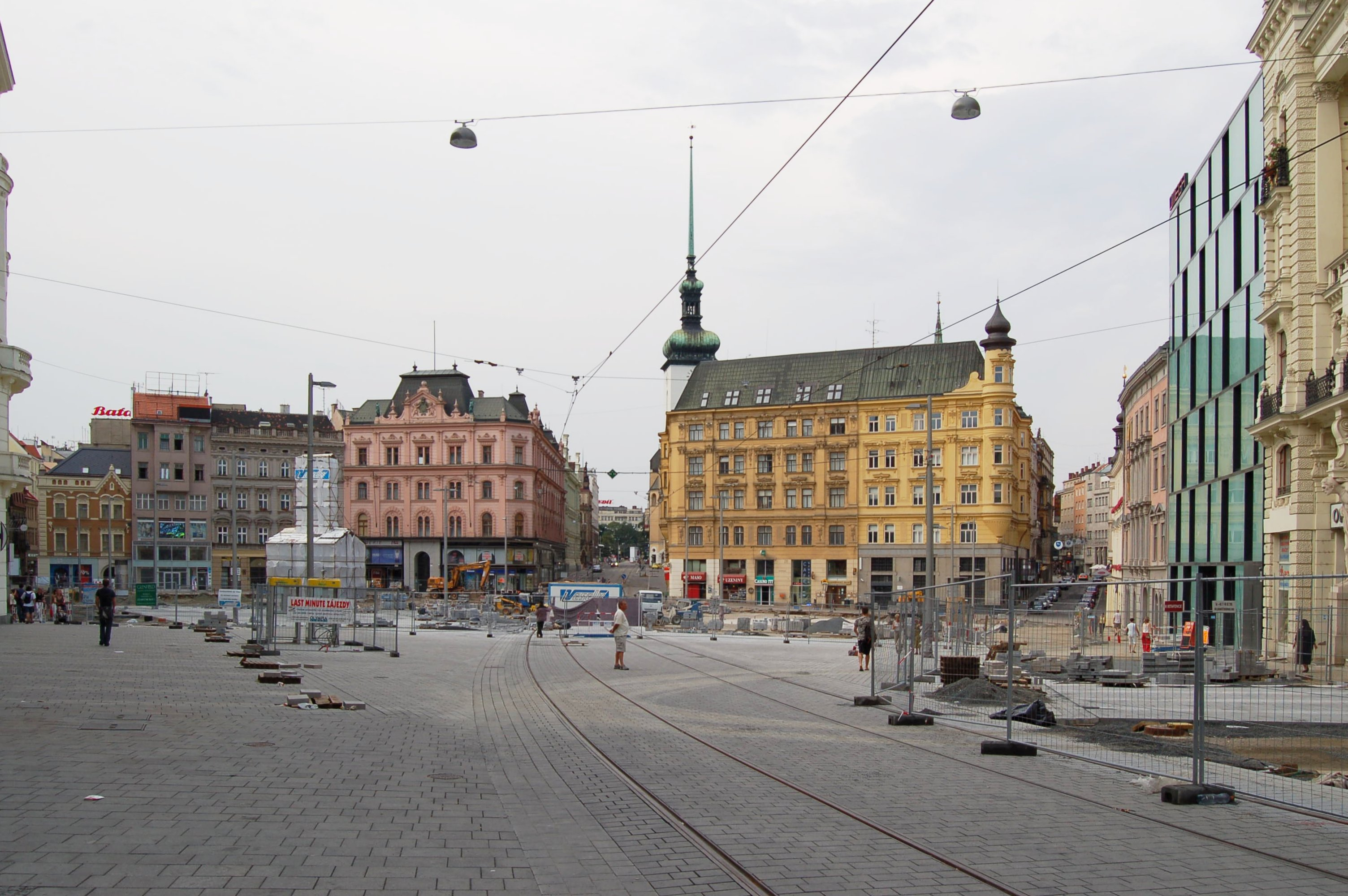
2006年重建期间的自由广场
自由广场标有电车轨道
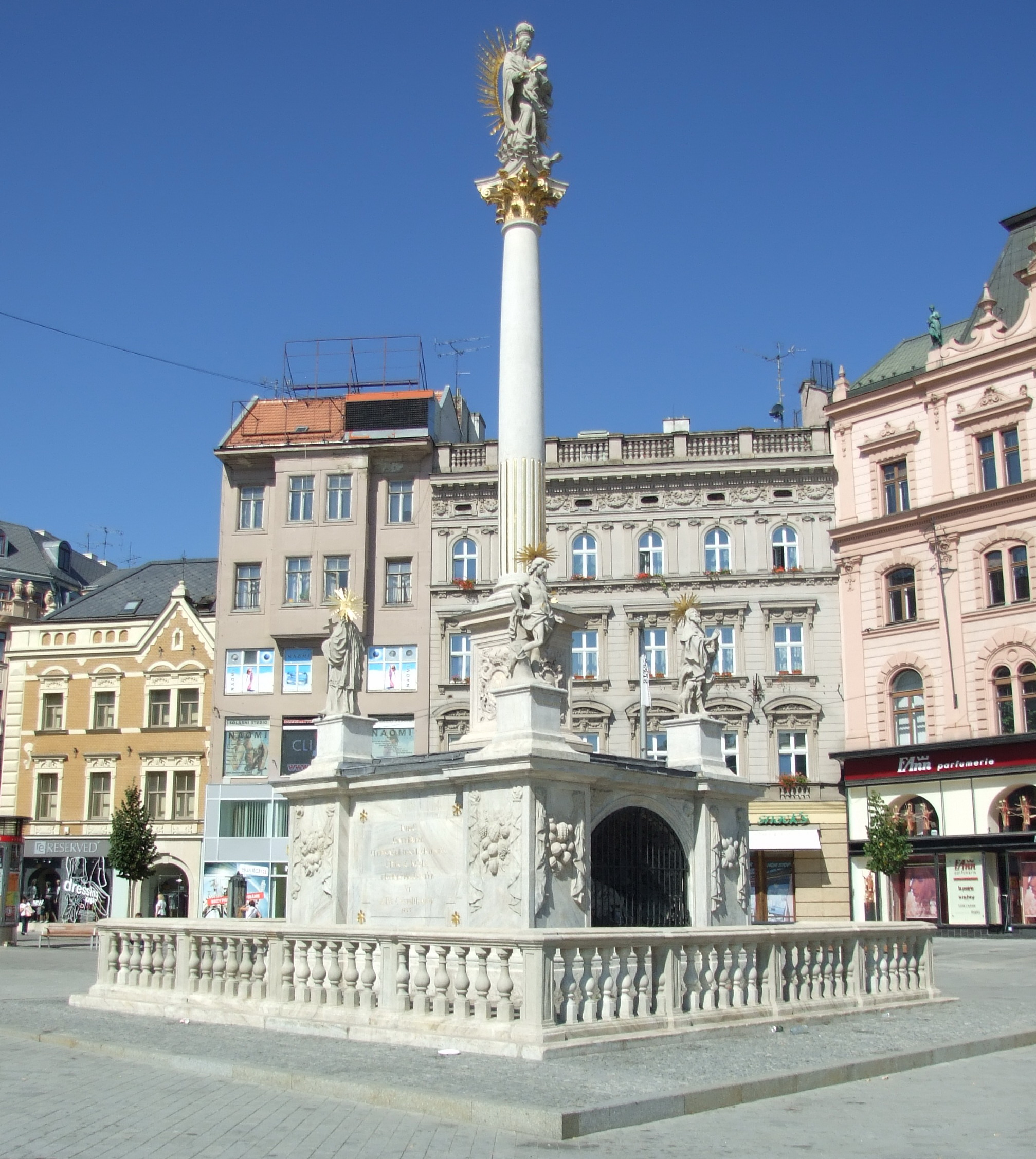
鼠疫柱
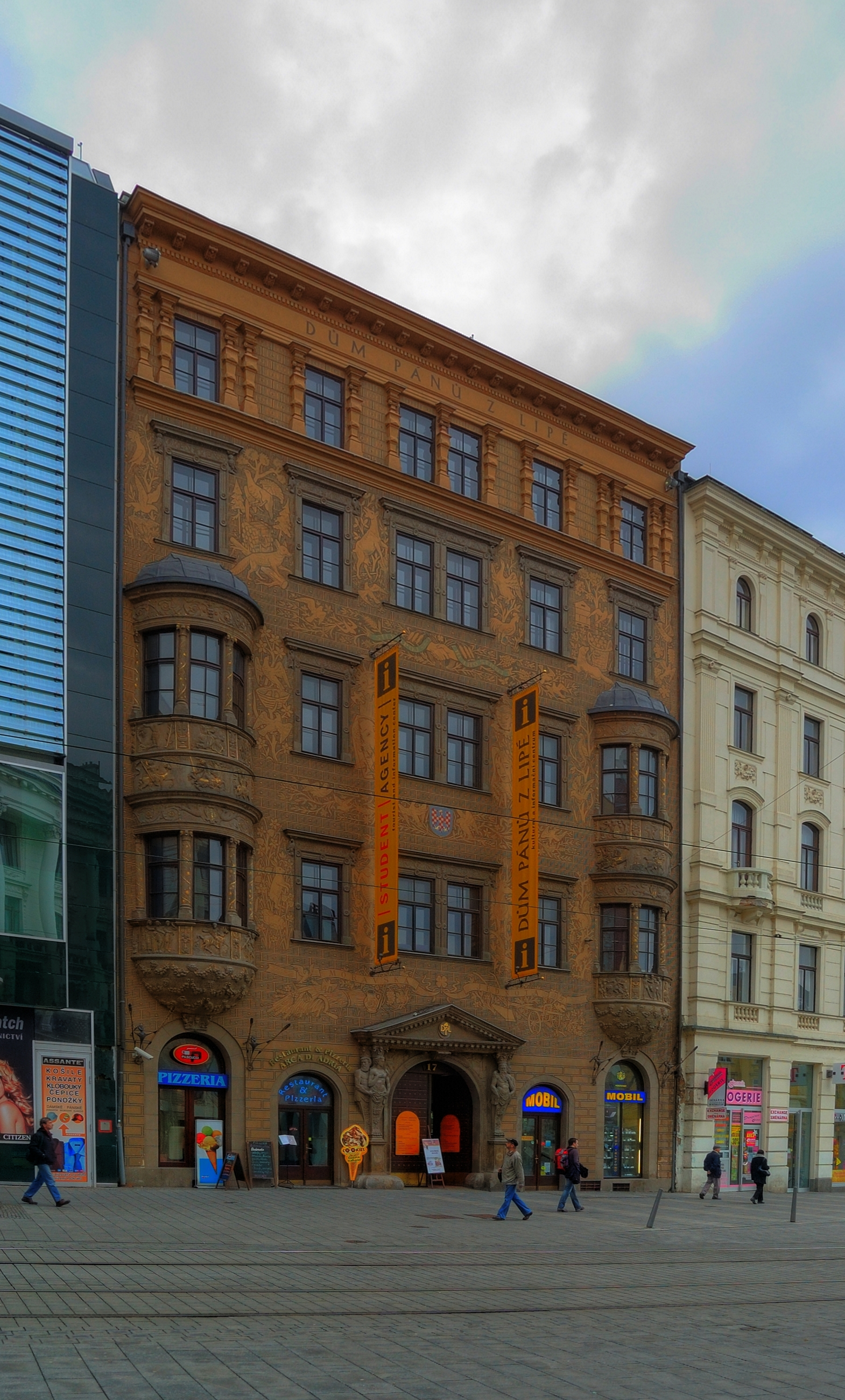